# Simon Geschke
Simon Geschke   (Berlín, 13 de març de 1986) és un ciclista alemany, professional des del 2008 fins al 2024. El seu darrer equip fou el Cofidis. En el seu palmarès destaca la 17a etapa del Tour de França de 2015.
És fill de l'antic campió en pista Hans-Jürgen Geschke.

## Palmarès
- 2007
  - Vencedor d'una etapa de la Ronda de l'Isard d'Arieja
- 2011
  - Vencedor d'una etapa al Critèrium Internacional
- 2014
  - 1r al Gran Premi del cantó d'Argòvia
- 2015
  - Vencedor d'una etapa al Tour de França

### Resultats al Tour de França
- 2009. 113è de la classificació general
- 2013. 75è de la classificació general
- 2015. 38è de la classificació general. Vencedor de la 17a etapa
- 2016. 66è de la classificació general
- 2017. 64è de la classificació general
- 2018. 25è de la classificació general
- 2019. 63è de la classificació general
- 2020. 48è de la classificació general
- 2021. 62è de la classificació general
- 2022. 65è de la classificació general
- 2023. Abandona (18a etapa)
- 2024. 94è de la classificació general

### Resultats a la Volta a Espanya
- 2011. 115è de la classificació general
- 2012. 71è de la classificació general
- 2018. No surt (18a etapa)
- 2020. No surt (4a etapa)

### Resultats al Giro d'Itàlia
- 2014. 69è de la classificació general
- 2015. 89è de la classificació general
- 2017. 54è de la classificació general
- 2024. 14è de la classificació general